# Мормано (Козенца)
Мормано (итал. Mormanno) је насеље у Италији у округу Козенца, региону Калабрија.
Према процени из 2011. у насељу је живело 2771 становника. Насеље се налази на надморској висини од 778 м.

## Становништво
Према резултатима пописа становништва 2011. у општини је живело 3.264 становника.
| 1931. | 1936. | 1951. | 1961. | 1971. | 1981. | 1991. | 2001. | 2011. |
| ----- | ----- | ----- | ----- | ----- | ----- | ----- | ----- | ----- |
| 4.853 | 5.087 | 5.257 | 5.012 | 4.790 | 4.277 | 4.181 | 3.729 | 3.264 |

## Партнерски градови
- Савиљано